# 松本紀久雄
松本 紀久雄（まつもと きくお）は、日本の指揮者。

## 人物
東京芸術大学作曲科を修了した後、指揮科で金子登に師事し卒業する。指揮者小林研一郎の同窓生。尚美学園や東京音楽大学指揮科で後進の指導の傍ら、オーケストラやミュージカル・アニー他、合唱団の指揮者、音楽監督等を務めた。活躍している指揮者の中で、彼の指導を受けた者は数多い。
2003年、命日である8月31日に合わせて、かつしかシンフォニーヒルズにて「松本紀久雄メモリアルコンサート」を開催。プロアマ問わず、松本紀久雄先生に懇意の有志メンバーにて集められたオーケストラにて演奏会を開催。妻であり、書家でもある、松本たみ子氏（松本山兎）の個展も同時開催。音楽と書道、という異色のコラボレーションによる、新しい芸術を創出する場となった。
参加者には、コンサートマスターとしてNHK交響楽団のヴァイオリン奏者、横山氏他、多くの音楽家、音楽大学卒業者、および松本紀久雄先生が指導されていた大妻女子大学、都立日比谷高校、旧東京教育大、大宮フィルハーモニー管弦楽団の関係者などが参加。